# 殺生丸
殺生丸（せっしょうまる）は、高橋留美子作の漫画作品『犬夜叉』に登場する架空の人物。アニメオリジナル作品『半妖の夜叉姫』にも登場する。アニメ版での声優は成田剣。舞台での演者は佐奈宏紀。
本記事では『犬夜叉』での設定・動向を記載し、『半妖の夜叉姫』での設定・動向については同記事を参照。

## 人物
犬夜叉の異母兄。西国を根城にしていた大妖怪・「犬夜叉の父」の長男。一人称は「私」や、「この殺生丸」などと自分の名前を一人称にすることがある。人間換算年齢19歳。実年齢は不明。劇場版「天下覇道の剣」の設定では200年以上前から生きている。
犬夜叉と異なり、大妖怪である両親の血を色濃く受け継ぐ完全な妖怪。自身の力に対する絶対的な自信から、四魂の玉にも関心がない。
人間形態では膝裏ほどまでもある長い銀髪でかなりの美男子の姿をしており（神楽曰く「優男」）、額に三日月の紋、腕と頬に二本の紋様が入っている。普段着は赤地が混ざった白い衣の上に腹巻を纏い、さらに右肩に長い毛皮の肩掛けを身に着けている。（正体は尻尾の一部なのである。） 
性格は、誇り高く冷静沈着である。また、当初は表情豊かで台詞も多かったが、登場を重ねる度に無表情かつ無口になっていった。りんに出逢ってからは、徐々に冷酷さは薄れ、天生牙の冥道残月破を広げた際には、天生牙の成長よりもりんの命を優先していた。人間や半妖を忌み嫌っていたが、物語の終盤になるにつれてりんを通してかなりの精神的な成長をみせている。なお、原作者はサンデー文化祭ONLINE2021において殺生丸がりんを尋ねる頻度についての質問に答え「自分の中では殺生丸は保護者」「最終回以降は頻繁に村を尋ねてはおらず、妖怪の世界か人間の世界か選ばせるためのお試し期間のため、節度を持っている」と語っている。
大妖怪である父親への誇りに強いこだわりを見せ、一族の血統を重んじるが故に半妖や人間を見下している。犬夜叉に対しても、当初から一貫して冷淡な態度を取っている。しかし、一方で物語が進むにつれ精神的な成長を遂げたことで、父の刀への執着と犬夜叉への憎しみを乗り越えてゆき、犬夜叉相手に本気で殺そうとすることはなくなった。むしろ、犬夜叉を奮い立たせるような目的で拳のみで殴り付けることが多くなっている。外見は人間とさほど変わらないが、犬夜叉以上の鋭い嗅覚を有し、風の臭いだけで遠くで起きた出来事を把握することができる。

## 作中での動向
当初から妖刀「天生牙（てんせいが）」を父から受け継いでいたが、この世のものが斬れぬ癒やしの刀は、力が全てだったかつての殺生丸にとっては、尊敬する父の遺品としての飾り以外の何物でもなかった。そのため斬る妖刀「鉄砕牙」に執着した。
当初は「邪魔だ」という理由だけで人間を殺害し、手下の妖怪も簡単に葬るなど非情な面が目立っていた。半妖である犬夜叉の事を蔑み、鉄砕牙を奪うため犬夜叉に襲い掛かり日暮かごめまでも容赦無く殺そうとした。しかし、鉄砕牙を覚醒させた犬夜叉によって左腕を失う。
その後、犬夜叉を狙う奈落に利用され左腕に四魂のかけらを仕込んだ人間の腕を装着し、再び鉄砕牙を狙って犬夜叉を瀕死の重傷に追い込むものの、犬夜叉の執念により奪った鉄砕牙を奪還されて諦め、戦いを中断し立ち去る。
以後は奈落を追うことになる。
鉄砕牙を諦め、刀々斎に新たな自分の刀を打たせるべく竜を倒して腕をもぎ取ってその竜の腕を左腕に装着し犬夜叉を強襲するも、犬夜叉が放った風の傷を受け撤退。犬夜叉が風の傷を加減したことと天生牙の結界に守られたことで命は取り留める。しかし、犬夜叉との戦いで深手を負ってしまい、まったく動けなくなってしまった。そこにりんがあらわれ、殺生丸に食料を供えるようになった。殺生丸は徐々に彼女に心を許していくが、りんは鋼牙の手下の人喰い狼に噛み殺されてしまう。殺生丸はりんの笑顔を思い出すと天生牙を手に取り彼女を蘇生する。その後、りんは殺生丸一行の一員となった（たびたびりんを人質に取られ、敵からも殺生丸の弱点と認識されている）。また、これ以後は人間相手に無用な殺生は行わなくなった（アニメでは自分を攻撃してきた雲涯さえ殺そうとまではしなかった）。
刀々斎の刀を諦めるが、鉄砕牙を超える強い刀を手に入れるために、悟心鬼の牙から打ち出した妖刀「闘鬼神（とうきじん）」を手に入れると、以後はそれを得物として振るう。
犬夜叉の妖怪化について聞くために訪れた朴仙翁からその変化と鉄砕牙との関係を聞いてからは、鉄砕牙を手に入れようとする行動は無くなった。
七人隊との戦いの舞台となった白霊山では、りんが琥珀を見つけて追ううちに白霊山内部で妖怪の集団を見かけたことで、奈落が白霊山の結界を利用して身体を組み替えていることにいち早く感付いた。また、新生奈落がダメージを負った桔梗を瘴気の川に落した際には「たかだか女一人殺すのに念の入ったことだな」と言うなど、内心では半妖故に桔梗を気にし過ぎている奈落の核心をついた事もあった。
奈落との戦いの中で、奈落の分身である神楽からたびたび頼られるようになる。当初は見向きもしなかった殺生丸も交流を重ねる内に彼女への助言や魍魎丸から庇うといった行動をとり始めるようになる。やがて、神楽が奈落によって致命傷を負わされると、彼女を天生牙で助けようとするが深い瘴気の傷によって助ける事は叶わなかった。魍魎丸との二度目の対戦にて闘鬼神が折れる。魍魎丸との戦いの最中に、魍魎丸に神楽の死を侮辱されたことをきっかけに、殺生丸に「自分以外の誰かのために怒り、悲しむ心」が芽生える。なお、作者は高橋留美子本にて、殺生丸が神楽の死を侮辱されて怒ったのは「少年漫画のノリで（笑）」と話している。その変化を感じた天生牙が、刀々斎を呼び寄せ、新たに武器として鍛え直された天生牙で、敵を直接あの世に送る冥道残月破（めいどうざんげつは）を放つことが可能となった。
冥道残月破の修行をしながら奈落の追跡を続ける中、琥珀が夢幻の白夜に追い込まれている所に遭遇し、彼を保護する。その後、桔梗の身を案じ、追跡しようとした彼に桔梗の最後を伝えた。以降は彼の同行を許している。
天生牙の秘密を聞くために母親の元を訪れた際に、りんが冥道の犬によって冥道に引き込まれ、再び命を落としてしまう。すぐさま天生牙で生き返らせようとしたが、天生牙にて生き返らせることができるのは一度のみのため蘇生出来ず、人間のりんをここまで連れてきたことを後悔し、「りんの命と引き換えに得るものなど、なにもない！」と宣言する。冥道から脱出後、母親の協力によってりんの魂は呼び戻され息を吹き返す。母親からの試練の中、りんの死によって「愛しき命を失う悲しみと恐れ」を知り、冥道残月破はより円形に近くなる。りんが生き返る事が出来ないと悟っていた際は無表情であったが、殺生丸の代わりに邪見が涙を流し悲しみの感情を表現していた。
父親の敵だった死神鬼から、冥道残月破と天生牙の真実を知らされて激しく動揺し、更に父親がいずれは殺生丸の会得した「冥道残月破」も犬夜叉の鉄砕牙に譲らせるつもりであったことに気づく。父の自分に対する措置に激しい憤りを抱えるが、その中で父の真意について彼なりに熟慮する。
そして犬夜叉が鉄砕牙の真の継承者であることを確かめるため、周囲の反対を押し切って犬夜叉に一対一の戦いを挑む。その際、夢幻の白夜に渡された神無の形見である鏡の妖の破片を天生牙に纏わせ犬夜叉の鉄砕牙の能力を写し取り、風の傷や金剛槍波を使用した。激しい戦いの末、犬夜叉が継承者であることの証を見届けると、自らの意思で「冥道残月破」を犬夜叉に譲り、父の形見に対する執着を捨てる。
鉄砕牙への執心から解放されたことで父親を越える大妖怪へと覚醒し、曲霊と戦いの中で失ったはずの左腕と共に殺生丸自身の刀である「爆砕牙（ばくさいが）」を手に入れた。
奈落と四魂の玉との戦いが終わった後は、やがて人の世に戻すためとして、りんを楓の村に預ける。りんを大切に思っているようで、定期的に着物など贈り物を届けている。また、かごめから「お義兄さん」と呼ばれた際はとても嫌そうな表情を見せた。

## 戦闘能力
戦闘はほとんど人間形態のまま行う。真の姿である化け犬への変化は激烈な破壊力を誇るが滅多に使わない。作中完全に変化したのも父親の墓で犬夜叉と戦った時、母親と再会した時、曲霊との戦いの時の計3回である。なお人間形態を保ったまま変化する事も可能であり、犬夜叉や曲霊との戦闘で披露した。
大妖怪ゆえの強力で膨大な妖気を有している。並みの妖怪なら触れただけで操られてしまう闘鬼神を力ずくで抑え込んだ。
犬夜叉の牙をつなぎに使ったことで大幅に重量を増した鉄砕牙を片手で弾き飛ばすほどの腕力を誇り、軽やかな身のこなしから爪や武器の強力な一撃を繰り出す。爪を使わず犬夜叉を殴り飛ばす、用心深い奈落の背後を難なく取る、癖のある蛇骨の蛇骨刀を初見で闘鬼神で絡めとり放り投げるなど、基本的な戦闘技能に秀でている。
道中では邪見らと共に歩いていることも多いが、自由に飛行することも可能。自身の体内に宿す猛毒は敵を溶解させる、視力を奪うなど様々な使い方が可能。敵からの毒に対しても高い耐性を備えているが、曲霊の放つ「悪霊の毒」と奈落が本気になった際に放った高濃度の瘴気には耐えられていない。
高い身体能力と攻撃力を持つ反面、耐久力は一般的な妖怪とさほど変わらない。犬夜叉から風の傷を受けた際には瀕死の重傷を負っている（これは犬夜叉が無意識に手加減をした風の傷で、なおかつ天生牙の結界も働いた上での結果であった）。肉体の一部である伸縮自在の毛皮と妖力で自己修復する妖鎧に加え、危機が迫ると自己の意識と関係なく発動する天生牙の結界で防御を行う。また妖気を高めることで（邪見曰く「気合い」）多少の手傷なら即座に修復することができる。

### 技
毒華爪（どっかそう）
爪から石や骨をも溶かす体内の強力な猛毒を発する。人間なら一瞬で消滅する。
冥道残月破（めいどうざんげつは）
天生牙を刀々斎に鍛え直されたことにより手に入れた技。空間を切り裂いて冥道を開き、敵を冥界へと直接送り込む。
使用者の資質により、威力や特性が異なる。殺生丸の場合、他の使用者に比べ極めて巨大な冥道を開くことができる。
元々は死神鬼の技であり不完全な殺生丸の冥道は死神鬼の冥道に敵わなかったが、犬夜叉の鉄砕牙との共鳴により完全な円形になり技は完成した。その後の犬夜叉との継承争いでこの技は鉄砕牙に吸収され、天生牙から冥道残月破を放つことは不可能になった。
風の傷
作中で鉄砕牙を手にした時にのみ使用。優れた嗅覚で風の傷を正確に読み取り、犬夜叉より強力な一撃を放つことが可能。
光の鞭（ひかりのむち）
アニメオリジナル技。中〜遠距離攻撃用に爪から鞭状の妖気を放つ。複数の人間から銃撃を受けた際は全てを受け止めて弾き返した。
蒼龍破（そうりゅうは）
劇場版「天下覇道の剣」、「紅蓮の蓬莱島」及びアニメオリジナル技。刀身に蒼い光を纏わせた後に蒼い龍を形どる衝撃波を放つ。刀に関係なく使え、闘鬼神のほか映画「天下覇道の剣」で天生牙からも一度だけ放っている。威力は犬夜叉の爆流波を凌ぐ。

### 得物
天生牙（てんせいが）
父から受け継いだ刀。この世の物（肉体）は斬れぬが、あの世の物（霊体）は斬れるという性質を持ち、曲霊に効果のある唯一の武器。
死者を一度だけ蘇生させることができ、邪気を浄化することもできる。真の慈悲の心を持って発動させると、「一振りで百の命を救う」と言われている。
元々は鉄砕牙とひとつの刀であったが、犬夜叉の父が死神鬼との戦いで冥道残月破を奪うも持てあまし、新たに天生牙が生まれた。
使用者は殺生丸、その前は犬夜叉の父。その他、神無の鏡の妖の破片を塗した際は奈落の体の一部として一時的に奈落に操られ、瘴気を纏った金剛槍破を犬夜叉に放ったこともあった。
闘鬼神（とうきじん）
鉄砕牙を噛み砕いた悟心鬼の牙から打たれた刀。両刃であり、刀よりも剣に近い。鞘もなく殺生丸は抜き身のまま腰に差している。鉄砕牙を上回る凄まじい切れ味を持ち、軽く振った剣圧でも相手を切り刻む。しかし、悟心鬼の強い恨みと憎しみの妖気を持つ為、弱い妖気しか持たない妖怪では逆に取り込まれてしまう。この剣を上回る妖気を持つ殺生丸だからこそ扱える剣。また、それらの念を糧とする妖怪には通用しない。
魍魎丸との二度目の戦いで折れる。
爆砕牙（ばくさいが）
以前より殺生丸自身の中に秘められていた刀。父親を超える条件として、鉄砕牙への未練を捨てたことで失った左腕と共に出現した。
斬った物体を再生不可能なまでに爆砕し続け、斬った箇所から効果が組織全体に拡散していく。爆砕部分を切り離すことで効果を止めることが可能だが、斬られた身体を再度取り込むと本体も爆砕に巻き込まれる為、斬られた部分は二度と使い物にならない、実質的に一撃必殺の刀。破壊力だけであれば鉄砕牙をも上回り、実際に「一振りで百の妖怪を薙ぎ倒す」と言われる鉄砕牙に対し、爆砕牙は一振りで千体の妖怪を薙ぎ倒せる。夢幻の白夜曰く（四魂の玉を完全に取り込む前ならば）奈落でさえ直接斬られればひとたまりもないとのことで、爆砕部を切り離す以外の対抗策がなく、りんを人質に取って使われないようにするなど、かごめの破魔の矢の次に警戒していた。